# Leptogium biloculare
Leptogium biloculare är en lavart som beskrevs av F. Wilson. Leptogium biloculare ingår i släktet Leptogium och familjen Collemataceae.   Inga underarter finns listade i Catalogue of Life.